# Rhopalostroma lekae
Rhopalostroma lekae är en svampart som beskrevs av Whalley, Thienh., M.A. Whalley & Sihan. 1998. Rhopalostroma lekae ingår i släktet Rhopalostroma och familjen kolkärnsvampar.   Inga underarter finns listade i Catalogue of Life.